# Беньківці
Бе́ньківці — село в Україні, у Рогатинській міській громаді Івано-Франківського району Івано-Франківської області.

## Символіка

### Герб
У зеленому щиті срібний перев'яз зліва, обтяжений трьома чорними черепашками, і супроводжуваний зверху золотим грецьким хрестом, а знизу - золотим пеньком із вирваним корінням.

### Прапор
У центрі квадратного зеленого полотнища біла висхідна діагональна смуга в 1/4 ширини прапора, зверху жовтий грецький хрест, а знизу - жовтий пеньок з вирваним корінням.

## Історія
Село згадується  10 квітня  1475 року в книгах галицького суду .
У 1939 році в повіті проживало 790 мешканців (785 українців і 5 поляків).
У селі зберігся водяний млин.
12 червня 2020 року, відповідно до Розпорядження Кабінету Міністрів України  № 714-р «Про визначення адміністративних центрів та затвердження територій територіальних громад Івано-Франківської області», увійшло до складу Рогатинської міської громади.

19 липня 2020 року, в результаті адміністративно-територіальної реформи та ліквідації Рогатинського району, село увійшло до складу новоутвореного Івано-Франківського району.

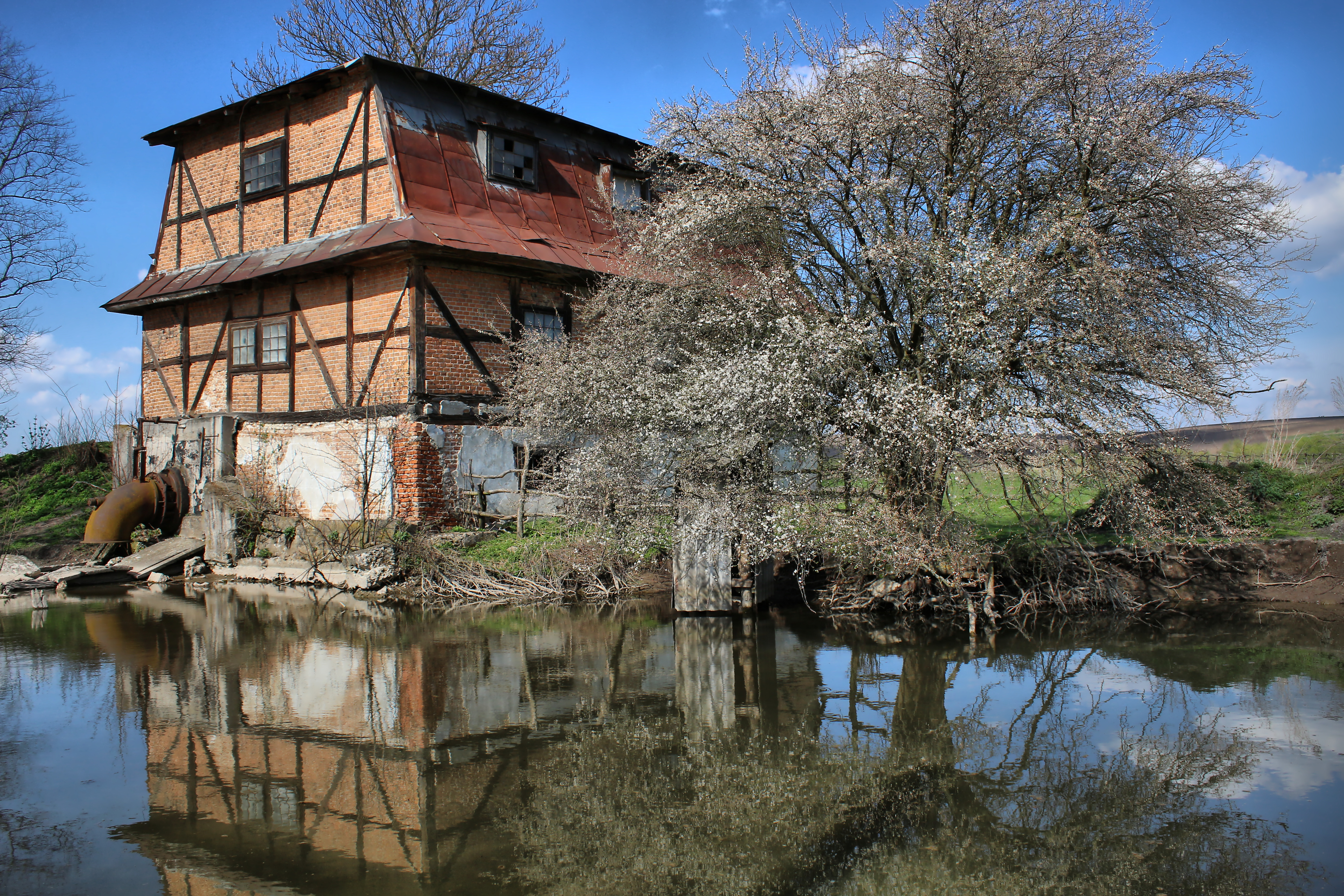
Млин на річці Свірж (квітень 2018 року)

## Населення

### Мова
Розподіл населення за рідною мовою за даними перепису 2001 року:
| Мова       | Кількість | Відсоток |
| ---------- | --------- | -------- |
| українська | 344       | 99.42%   |
| російська  | 2         | 0.58%    |
| Усього     | 346       | 100%     |

## Культурна спадщина
1981 року на фасаді школи встановили меморіальну дошку на увіковічнення пам'яті жертв Талергофу. Перебуває на обліку як пам'ятка історії місцевого значення.
В селі також є дерев'яна церква святого Архистратига Михайла (1882 року), без офіційного статусу об'єкта культурної спадщини. 